# استرالزی

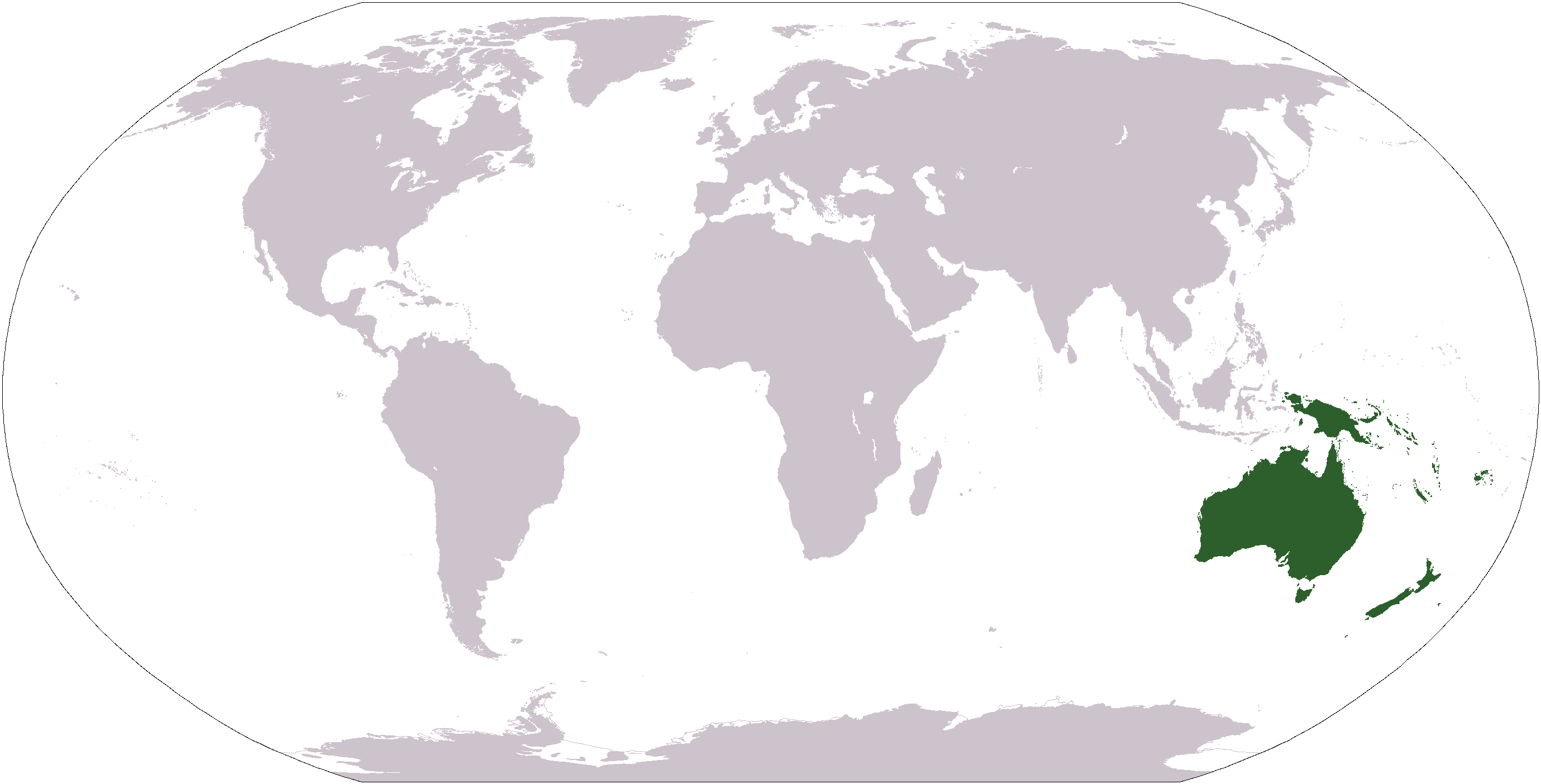
استرالزی

اُسترالِزی آمیزه‌ای‌ست از نام استرالیا و پسوند سرزمین ـِزی که در پایان نام برخی از سرزمین های اقیانوس آرام یا میان این اقیانوس و اقیانوس هند می‌آید؛ چون میکرونزی، پلی‌نزی، اندونزی. گاه به قاره اقیانوسیه استرالزی می‌گویند.